# Pygmeopolia viridis
Pygmeopolia viridis is een vlinder uit de familie van de uilen (Noctuidae). De wetenschappelijke naam van de soort is voor het eerst geldig gepubliceerd in 1998 door Hreblay & Ronkay.